# Megachile perpunctata
Megachile perpunctata är en biart som beskrevs av Cockerell 1896. Megachile perpunctata ingår i släktet tapetserarbin, och familjen buksamlarbin. Inga underarter finns listade i Catalogue of Life.